# Red Lane
Pour les articles homonymes, voir Lane.
Hollis Rudolph DeLaughter, plus connu sous le nom d'artiste de Red Lane, né le 9 février 1939 à Zona en Louisiane et mort le 1er juillet 2015 à Nashville, est un chanteur et auteur-compositeur-interprète de country américain.